# Firmin Ndombe Mubele
Ndombe Firmin Mubele (Kinsasa, Zaire; 17 de abril de 1994) es un futbolista congoleño que juega como delantero.

## Clubes
| Club                    | País        | Año       |
| ----------------------- | ----------- | --------- |
| Vita Club               | R. D. Congo | 2013-2015 |
| Al-Ahli Doha            | Catar       | 2015-2017 |
| Stade Rennais F. C.     | Francia     | 2017-2018 |
| Toulouse F. C. (cedido) | Francia     | 2018      |
| Toulouse F. C.          | Francia     | 2018-2021 |
| F. C. Astana (cedido)   | Kazajistán  | 2019-2020 |
| C. S. C. 1599 Șelimbăr  | Rumania     | 2022      |